# 개발부담금
개발부담금(開發負擔金)이란 토지개발사업에 징수하는 부담금 형태의 공과금으로 불로소득으로 증가된 토지가치에 대하여 국가가 그 개발차익의 일정부분을 부담금으로 환수하는 제도이다.

## 부과대상사업의 종류
1. 택지개발사업(주택단지 조성사업 포함)
2. 산업단지개발사업
3. 관광단지조성사업
4. 도시환경정비사업(공장을 건설하는 경우 제외)
5. 물류시설용지조성사업
6. 온천 개발사업
7. 여객자동차터미널사업
8. 골프장 건설사업
9. 지목변경이 수반되는 사업으로서 대통령령으로 정하는 사업
10. 제1호부터 제8호까지의 사업과 유사한 사업으로서 대통령령으로 정하는 사업 등